# Diego Sobanos
Diego Sobanos (o de Sobaños) (Quintanarraya, provincia de Burgos, fl. 1558-1561) fue un teólogo secular español.

## Biografía
Arcediano de Villamuriel, canónigo de la Iglesia de León y Rector de la Universidad de Alcalá.
Brilló por su ciencia en el Concilio de Trento (tercera convocatoria). En 1558 censuró favorablemente el Catecismo de Carranza, por lo que fue procesado por la Inquisición de Valladolid el 29 de marzo de 1559 por "aprobar doctrinas erróneas" en dicho catecismo, finalmente fue reprendido, castigado con una multa pecuniaria y absuelto ad cautelam.
Pariente de Andrés de la Cuesta, obispo de León.